# Solniska Szubińskie
Solniska Szubińskie este o arie protejată (sit de importanță comunitară — SCI) din Polonia întinsă pe o suprafață de 361,88 ha, integral pe uscat.

## Localizare
Centrul sitului Solniska Szubińskie este situat la coordonatele 53°00′09″N 17°38′50″E / 53.0024°N 17.6471°E.

## Înființare
Situl Solniska Szubińskie a fost declarat sit de importanță comunitară în octombrie 2009 pentru a proteja 1 specie de plante.

## Biodiversitate
Situată în ecoregiunea continentală, aria protejată conține 3 habitate naturale: Pășuni continentale udate de apa mării, Pajiști cu Molinia pe soluri calcaroase, turboase sau argilos-nămoloase (Molinion caeruleae), Păduri de stejar și carpen Galio-Carpinetum.
La baza desemnării sitului se află o specie protejată de  plante: Angelica palustris.